# Pavel Kareline
Pour les articles homonymes, voir Kareline.
Pavel Vladimirovitch Kareline (en russe : Павел Владимирович Карелин), né le 27 avril 1990 à Gorki et mort le 9 octobre 2011 dans l'Oblast de Nijni Novgorod, est un sauteur à ski russe, victime d'un accident de la route à l'âge de 21 ans. Il comptait un podium individuel en Coupe du monde. Il est enterré au cimetière Bougrovskoïe de Nijni Novgorod.

## Palmarès

### Jeux olympiques
| Épreuve / Édition | Vancouver 2010 |
| Petit Tremplin    | 33e            |
| Grand Tremplin    | 38e            |
| Par équipes       | 10e            |

### Championnats du monde
| Épreuve / Édition | Épreuve / Édition | Liberec 2009 | Oslo 2011 |
| Petit Tremplin    | Petit Tremplin    |              | 23e       |
| Grand Tremplin    | Grand Tremplin    | 32e          | 17e       |
| Par équipes       | PT                |              | 9e        |
| Par équipes       | GT                | 9e           | 9e        |

### Championnats du monde de vol à ski
| Épreuve / Édition | Oberstdorf 2008 |
| Individuel        | 22e             |
| Par équipes       | 5e              |

### Championnats du monde junior
| Épreuve / Édition | Rovaniemi 2005 | Kranj 2006 | Tarvisio 2007 | Zakopane 2008 | Hinterzarten 2010 |
| Individuel        | 46e            | 29e        | 33e           | 7e            | 9e                |
| Par Equipes       | 13e            | 14e        | 10e           | 11e           | 8e                |

### Coupe du monde
- Meilleur classement final : 23e en 2011.
- Meilleur résultat : 2e (1 podium individuel).
- 2 podiums par équipes.